# Corner Gas
Corner Gas é uma série de televisão canadense criada por Brent Butt e exibida pelo canal CTV em seis temporadas de 2004 a 2009, estrelando Brent Butt, Gabrielle Miller, Fred Ewanuick, Eric Peterson, Janet Wright, Lorne Cardinal, Tara Spencer-Nairn e Nancy Robertson nos papeis principais. Atualmente está sendo reprisada pelo CTV Two e The Comedy Network no Canadá. O sucesso da série veio seguido de um filme, intitulado Corner Gas: The Movie, com todo o elenco original do sitcom.
O último episódio de 'Corner Gas' foi ao ar em 13 de abril de 2009, totalizando 107 episódios. O programa se tornou um sucesso instantâneo, com média de um milhão de espectadores por episódio, além de ter sido premiado com seis Gemini Awards, e nomeado a diversos prêmios, incluindo um Emmy Internacional.